# Quartett (1948)
Quartett ist ein vierteiliger britischer Episodenfilm, gestaltet nach Novellen von W. Somerset Maugham. Unter den Regien von Ralph Smart (erste Episode), Harold French, (zweite Episode), Arthur Crabtree (dritte Episode) und Ken Annakin (vierte Episode) spielt ein Schauspielerensemble, angeführt von Jack Watling, Mai Zetterling, Dirk Bogarde, Honor Blackman, George Cole, Hermione Baddeley, Cecil Parker und Nora Swinburne.

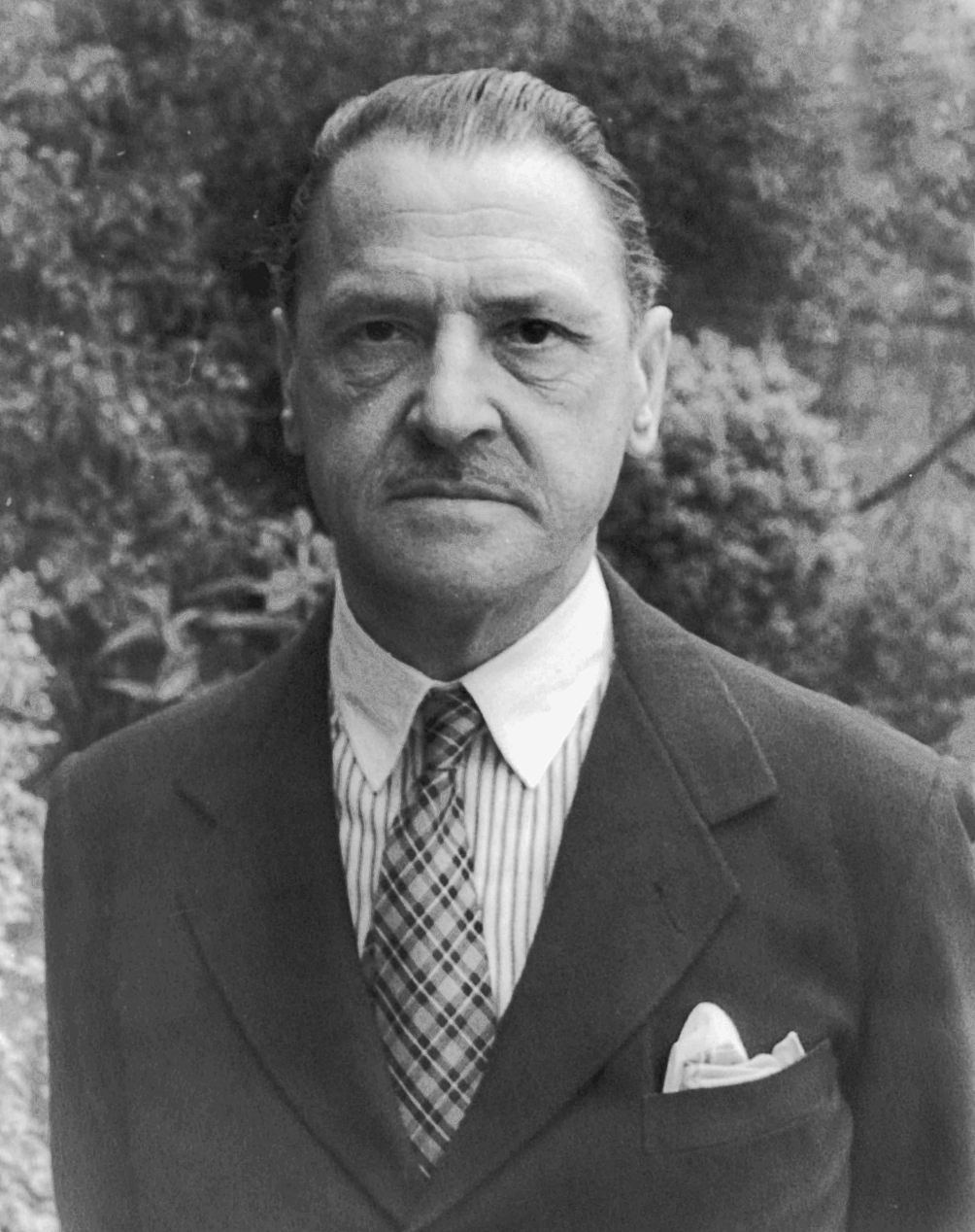
Schrieb die literarischen Vorlagen: Der britische Autor W. Somerset Maugham

## Handlung
Der Autor W. Somerset Maugham stellt die vier Episoden selbst vor.
Die Tatsachen des Lebens (Original: The Facts of Life)
Trotz Vorbehalten erlauben Mr. und Mrs. Garnet ihrem talentierten, Tennis spielenden Sohn, dem 19-jährigen Nicky Garnet, allein nach Monte Carlo zu reisen, um an einem Turnier teilzunehmen. Mr. Garnet gibt ihm einen Tipp: Kein Glücksspiel, niemandem Geld leihen und nichts mit Frauen anfangen. In der letzten Nacht seines Aufenthalts ignoriert der Junior alle drei Ratschläge: Er gewinnt eine große Menge Geld beim Roulette und lernt eine schöne Frau namens Jeanne kennen. Ehe er begreift, was vor sich geht, hat er ihr schon Geld geliehen. Später zahlt sie es ihm zurück, nimmt ihn in einen Nachtclub mit und tanzt mit Nicky. Es ist schon spät, als beide die Lokalität wieder verlassen. Da Nickys Herberge bereits geschlossen hat, schlägt Jeanne vor, ihn zu sich nach Hause mitzunehmen. Dort könne er ja auf dem Sofa schlafen.
Inmitten der Nacht erwacht Nicky und muss feststellen, dass Jeanne gerade dabei ist, ihm seinen Roulettegewinn zu entwenden. Er tut so, als ob er schlafen würde und beobachtet heimlich, wie sie sein Geld in einer Vase versteckt. Nachdem Jeanne gegangen ist, holt er sich sein Geld zurück. Am nächsten Morgen kehrt er mit dem Flugzeug heim nach England. An Bord zählt er sein Geld durch und muss erstaunt feststellen, dass er nun mehr besitzt, als ihm zusteht. Ein Freund äußert die Vermutung, dass Jeanne am selben Ort ihr eigenes Geld versteckt hatte. Daheim beklagt sich sein Vater gegenüber Freunden, dass sein Sohn all seine Warnungen und Ratschläge ignoriert und davon auch noch profitiert habe.
Das fremde Getreide (Original: The Alien Corn)
An George Blands 21. Geburtstag fragt ihn sein Vater Sir Frederick, ein standesbewusster Vertreter des niederen Landadels, was er mit seinem zukünftigen Leben anzufangen gedenke. Georges Antwort schockiert die gesamte Familie: Er sagt, er wolle Konzertpianist werden. Seine Familie, die will, dass er eines Tages gesellschaftliche Position und Titel des Vaters übernimmt, versucht ihn davon abzubringen. Schließlich schlägt Georges Schwarm, seine Cousine Paula, einen Kompromiss vor: Er solle zwei Jahre in Paris studieren, danach solle ein unparteiischer Experte entscheiden, ob er genug Talent besitzt, um sein Ziel zu erreichen. Schweren Herzens stimmen die Eltern Paulas Vorschlag zu.
Die zwei Jahre sind vergangen, und Paula bittet Lea Markart, eine weltberühmte Pianistin, Georges Talent in Ohren- und Augenschein zu nehmen und ein Urteil abzugeben. Nachdem die ältere Dame Georges Rezital gehört hat, erzählt Lea ihm, dass zwar seine Technik hervorragend sei, ihm aber das Talent und die Inspiration eines wahren Künstlers abgehe und er nie mehr sein könne als ein guter Amateur. Noch am selben Tag kommt George durch einen Schuss zu Tode, mutmaßlich infolge einer unsachgemäßen Reinigung der Waffe. Seine Familie wird dadurch in schwere Gewissenskonflikte gestürzt und der angebliche Unfalltod gerichtlich untersucht. Eine Jury kommt zum Urteil, dass es unmöglich sein könne, dass ein Gentleman wie der Verstorbene sich umgebracht haben könnte, nur weil er nicht gut genug Klavier habe spielen können.
Der Drachen (Original: The Kite)
Herbert Sunbury heiratet die blutjunge, schöne Betty, obwohl seine eifersüchtige Mutter Beatrice die neue Frau nicht mag. Das Brautpaar ist glücklich, nur Herberts lebenslange Begeisterung für Drachen, die man bei Wind gen Himmel aufsteigen lässt, kann Betty überhaupt nicht teilen. Herbert und sein Vater hatten seit Herbert ein kleiner Junge war eigene Drachen entworfen und jeden Samstag auf dem öffentlichen Gemeindegrund aufsteigen lassen. Betty hält diese Beschäftigung für kindisch und eines erwachsenen Mannes für unwürdig. Um mit Betty nicht weiter darüber zu streiten, verspricht er seiner Ehefrau widerwillig, dieses Hobby aufzugeben.
Doch Herbert hat mittlerweile ein riesiges Drachen-Exemplar konstruiert, und die Verlockung, diese neueste Schöpfung auch einmal in freier Natur auszuprobieren, ist einfach zu groß. Als Betty herausfindet, dass Herbert wortbrüchig geworden ist, kommt es zu einem handfesten Ehekrach, und Herbert kehrt erst einmal mit seinen Drachen ins Elternhaus zurück, sehr zur Freude seiner Mutter. Betty denkt noch einmal über ihr Verhalten nach und will eine Versöhnung, aber ihr Gatte weigert sich, ihr nach Hause zu folgen. Aus Wut darüber zerstört Betty seinen neuen Riesendrachen. Außer sich, weigert sich Herbert, ihr fortan Unterhalt zu zahlen und landet mit seiner Sturheit schließlich sogar im Gefängnis. Einem Besucher der Haftanstalt wird Herberts kuriose Geschichte erzählt. Der sorgt für die Freilassung Herberts und berät Betty, wie sie ihre Ehe retten könne. Als Herbert wieder einmal zum öffentlichen Grund geht, sieht er, wie Betty einen Drachen fliegen lässt.
Die Frau des Colonels (Original: The Colonel’s Lady)
Evie Peregrine, die ziemlich mausgraue Ehefrau des Colonels George Peregrine, schreibt unter einem Pseudonym einen Gedichtband, wird aber sofort von den Zeitungen enttarnt. Der Oberst liest, entgegen seiner Behauptung, die poetischen Ergüsse seiner Frau nicht und ist umso mehr überrascht, als ein Freund ihm mitteilt, dass die Zeilen „nicht für Kinder geeignet“ seien. Ein anderer Freund findet, dass das Bändchen „nackte, derbe Leidenschaft“ versprühe und vergleicht es mit dem Werk der antiken Lyrikerin Sappho. Das Buch ist ein großer Erfolg und verkauft sich wie warme Semmeln. Bald ist die Frau des Colonels zum Stadtgespräch geworden. Sogar die Geliebte des Colonels verschlingt den süffigen Schmöker mit Begeisterung.
Nachdem überall davon geredet wird, wie „sexy“ das Büchlein sei, bittet der Oberst schließlich seine Geliebte, ihm über den Inhalt zu referieren. Der Band handelt von einer Frau mittleren Alters, die sich in einen jüngeren Mann verliebt und eine Affäre mit ihm hat, erzählt in der Ersten Person. Die Geliebte sagt, das Buch sei so lebendig, dass es auf einer realen Erfahrung basieren müsse. Der Oberst ist fest davon überzeugt, dass seine vermeintlich spießige Gattin dafür „zu sehr Dame“ sei, als dass die Zeilen auf eigener Erfahrung beruhen könnten. Dennoch plagt ihn allein die Möglichkeit, dass das Erlebte mehr als pure Imagination Evies sein könnte. Der Colonel traut sich nicht, seine Frau nach dem Realitätsgehalt ihres Werks zu fragen. Als Evie spürt, wie sehr ihre Poesie George Unbehagen bereitet, gesteht sie ihrem lieblosen aber doch noch eifersüchtigen Gatten, dass die im Buch geschilderte Leidenschaft auf seiner eigenen Liebe zu ihr beruhte, als beide noch jung waren. Sie gibt sich selbst die Schuld für diese Entwicklung, für den langsamen Tod ihrer Liebe. Der Colonel ist gerührt, und das Ehepaar umarmt sich.

## Produktionsnotizen
Quartett entstand in den Gainsborough Studios und wurde am 26. Oktober 1948 uraufgeführt, Massenstart war am 22. November desselben Jahres. Die Deutschland-Premiere war im darauf folgenden Jahr 1949. Erstmals im deutschen Fernsehen wurde der Film am 23. November 1965 in der ARD ausgestrahlt.
Sydney Box war Produktionschef. Cedric Dawe und Norman G. Arnold gestalteten die Filmbauten, George Provis übernahm in diesem Sektor die Oberaufsicht. Julie Harris entwarf die Kostüme. Die späteren Filmarchitekten Peter Mullins und Michael Stringer gehörten zu der Crew der Zeichner. Albert Whitlock war ungenannt an der Erstellung der Spezialeffekte beteiligt. Muir Mathieson war musikalischer Leiter.
Das hier vorgestellte Prinzip des Episodenfilms nach Kurzgeschichten-Vorlagen Maughams war derart erfolgreich, dass Produzent Darnborough 1950 (So ist das Leben) und 1951 (Dakapo) zwei weitere Maugham-Filmanthologien herstellen ließ.

## Kritiken
„Die weltmännische Illumination der britischen Mittelklasse-Typen, die W. Somerset Maugham in seinen Erzählungen so erfolgreich gezeigt hat, entspricht in den Filmversionen von vier Maugham-Kurzgeschichten, die im britischen Film ‚Quartett‘ zusammengestellt wurden.“

„Die vier am ‚Quartett‘ beteiligten Regisseure haben gezeigt, was für eine Fülle an Witz, Geschmack, echtem Gefühl in Trauer und Freude, verborgener, unauflösbarer Tragik, und Ironie im Film lebendig gemacht werden kann, wenn man einmal den Mut hat, sich selbst zu beschränken und sowohl auf Zeit als auf Raum und Geld zu verzichten und dafür einen Film von innen her aufzubauen. Sofort ist die Wahrheit da; sei es in dem nach ‚Feinheit‘ strebenden Kleinbürgermilieu Londons in ‚The Kite‘, sei es in der landjunkerlichen Sphäre von ‚The Colonels Wife‘.“

Das Lexikon des Internationalen Films urteilte: „Der letzte Beitrag kommt der Absicht des Dichters, mit Schärfe und Liebenswürdigkeit psychologische Charakterskizzen zu entwerfen und Verhaltensmuster in bestimmten Gesellschaftsschichten bloßzustellen, zweifellos am nächsten.“

„Superber Film.“

„Liebevoll in Erinnerung geblieben, obgleich alle Geschichten abgemilderte Finale aufweisen und die beiden Mittleren als Dramen nicht sehr gut funktionieren.“